# Graziella Riga
Grazia Riga, detta Graziella (Cortale, 31 agosto 1941 – Lamezia Terme, 14 maggio 2012), è stata una politica italiana.

## Biografia
Nata a Cortale nel 1941 e figlia di un maestro, si laurea giovanissima in lettere classiche a Pisa e insegna prima nelle scuole medie del comprensorio di Lamezia Terme e poi al Liceo classico Francesco Fiorentino di Lamezia Terme.
Attivista politica e sociale, lotta per abbattere le gabbie salariali che penalizzavano i lavoratori del Sud Italia, per il diritto allo studio e per la pace in Vietnam. Si iscrive giovane al Partito Comunista Italiano, seguendo l'esempio dei suoi fratelli, e nel 1970 viene eletta negli organismi dirigenti della Federazione del PCI di Catanzaro; successivamente viene candidata ed eletta al Consiglio comunale di Lamezia Terme ed al Consiglio provinciale di Catanzaro. Negli anni '70 si candida per il PCI anche al Consiglio regionale calabrese, ma non viene eletta.
Alle elezioni politiche del 1972 è candidata nella lista del Partito Comunista Italiano, capeggiata da Pietro Ingrao, alla Camera dei deputati e viene eletta e riconfermata alle successive elezioni politiche del 1976. Nella sua attività di deputato è molto legata politicamente a Pio La Torre, con il quale lavora a stretto contatto nella Commissione parlamentare Agricoltura. Dopo l'esperienza parlamentare continua ad occuparsi di politica nel PCI e poi nel Partito Democratico della Sinistra e nei Democratici di Sinistra, ma negli ultimi anni non aderisce al Partito Democratico e si iscrive a Sinistra Ecologia Libertà, diventando componente della Direzione provinciale di Catanzaro.
Muore a Lamezia Terme il 14 maggio 2012 all'età di 70 anni.